# سیارک ۵۴۱۶
سیارک ۵۴۱۶ (به انگلیسی: 5416 Estremadoyro، نامگذاری:1978VE5) پنج هزار و چهارصد و شانزدهمین سیارک کشف شده‌است که در ۷ نوامبر ۱۹۷۸ کشف شد.
قدر مطلق سیارک برابر ۴۸.۹ است.